# ستيفين زهانغ
تشانغ كانغيانغ أو ستيفن تشانغ (بالصينية: 张康阳)‏ (ولد في نانجينغ يوم 21 ديسمبر 1991) هو رجل أعمال صيني ورئيس نادي كرة القدم الإيطالي إنتر ميلان.
تشانغ هو ابن الملياردير الصيني تشانغ جين دونغ، مؤسس ورئيس مجموعة Suning Holdings. انضم إلى مجلس إدارة إنتر ميلان في 28 يونيو 2016 بعد أن اشترت المجموعة حصة الأغلبية في إنتر، في 26 أكتوبر 2018، أصبح زهانغ أصغر رئيس على الإطلاق في إنتر ميلان.